# Jupp Kapellmann
Hans-Josef Kapellmann, detto Jupp (Würselen, 19 dicembre 1949), è un ex calciatore tedesco, di ruolo difensore, centrocampista o attaccante.

## Carriera

### Club
Iniziò la carriera nel 1968 come attaccante nell'Alemannia Aachen, appena promosso in Bundesliga. Nel 1970, allorquando l'Alemannia retrocesse, venne acquistato dal Colonia con cui giocò per tre stagioni prima come attaccante e poi come difensore. Nel 1973 fu ceduto al Bayern Monaco per circa 800.000 marchi, una cifra record a quell'epoca, e usato come centrocampista, con i bavaresi vinse diversi trofei.
Nonostante ciò, nel 1979 venne acquistato dai rivali cittadini del Monaco 1860, squadra con cui concluse la carriera nel 1981.

### Nazionale
Con la Germania Ovest giocò 5 partite dal 1973 al 1974 e fu parte della rosa che vinse il campionato del mondo 1974.
Dopo il ritiro ha lavorato come ortopedico nella città bavarese di Rosenheim.

## Palmarès

### Club

#### Competizioni nazionali
- Campionato tedesco: 1

Bayern Monaco: 1974

#### Competizioni internazionali
- Coppa dei Campioni: 3

Bayern Monaco: 1974, 1975, 1976
- Coppa Intercontinentale: 1

Bayern Monaco: 1976

### Nazionale
- Campionato mondiale: 1

Germania Ovest 1974